# Ibrahim Muhammad Salih Baszir
Ibrahim Muhammad Salih Baszir (arab. إبراهيم محمد صالح بشير; ur. 30 maja 1995 w Medynie) – saudyjski lekkoatleta specjalizujący się w biegu na 400 metrów przez płotki.
W 2011 został wicemistrzem świata juniorów młodszych oraz odpadł w eliminacjach podczas igrzysk panarabskich. Złoty medalista mistrzostw Azji juniorów oraz brązowy mistrzostw świata juniorów z 2012.
Stawał na podium mistrzostw Arabii Saudyjskiej (złoto – Rijad 2011).
Rekord życiowy w biegu przez płotki seniorskie:  50,47 (13 lipca 2012, Barcelona).

## Osiągnięcia
| Rok  | Impreza                               | Miejsce         | Konkurencja                     | Pozycja    | Wynik   |
| ---- | ------------------------------------- | --------------- | ------------------------------- | ---------- | ------- |
| 2011 | Mistrzostwa świata juniorów młodszych | Lille Metropole | bieg na 400 metrów przez płotki | 2. miejsce | 51,14   |
| 2011 | Igrzyska panarabskich                 | Doha            | bieg na 400 metrów przez płotki | eliminacje | 53,11   |
| 2012 | Mistrzostwa Azji juniorów             | Kolombo         | bieg na 400 metrów przez płotki | 1. miejsce | 51,20   |
| 2012 | Mistrzostwa świata juniorów           | Barcelona       | bieg na 400 metrów przez płotki | 3. miejsce | 50,47   |
| 2012 | Mistrzostwa świata juniorów           | Barcelona       | sztafeta 4 × 400 metrów         | 6. miejsce | 3:09,26 |